# 2,4-二硝基甲苯
2,4-二硝基甲苯（缩写DNT，或称为甲基二硝基苯，Methyldinitrobenzene）是一种有机化合物，分子式C7H6N2O4，常温常压下为黄色晶状固体，是合成三硝基甲苯（TNT）和甲苯二异氰酸酯的前体物质，列入优先控制化学品名录。